# Миссис Вашингтон едет в колледж Смит
«Миссис Вашингтон едет в колледж Смит» (англ. Mrs. Washington Goes to Smith) — американский кинофильм в жанре драма и комедия. В России был показан по русской версии телеканала «Hallmark». Название фильма обыгрывает комедию Фрэнка Капры «Мистер Смит едет в Вашингтон» (1939).

## Сюжет
Уже немолодая Элис только что развелась. Она возвращается в колледж, чтобы завершить своё образование. Её соседкой по комнате оказывается девушка Зои, ровесница дочери Элис. Несмотря на разницу в возрасте, между женщинами завязывается дружба.

## В ролях
| Актёр              | Роль                   |
| ------------------ | ---------------------- |
| Сибилл Шеперд      | Элис Вашингтон         |
| Эл Сапьенза        | Элвин Вашингтон        |
| Трэйси Костильо    | тренер Люсиль Вакаллос |
| Пэт Кроуфорд Браун | Элен                   |
| Николь Далтон      | Энжи Вашингтон         |
| Крис Эмерсон       | Гэйб Мартин            |
| Корри Инглиш       | Зои Барнс              |